# Agaricia agaricites

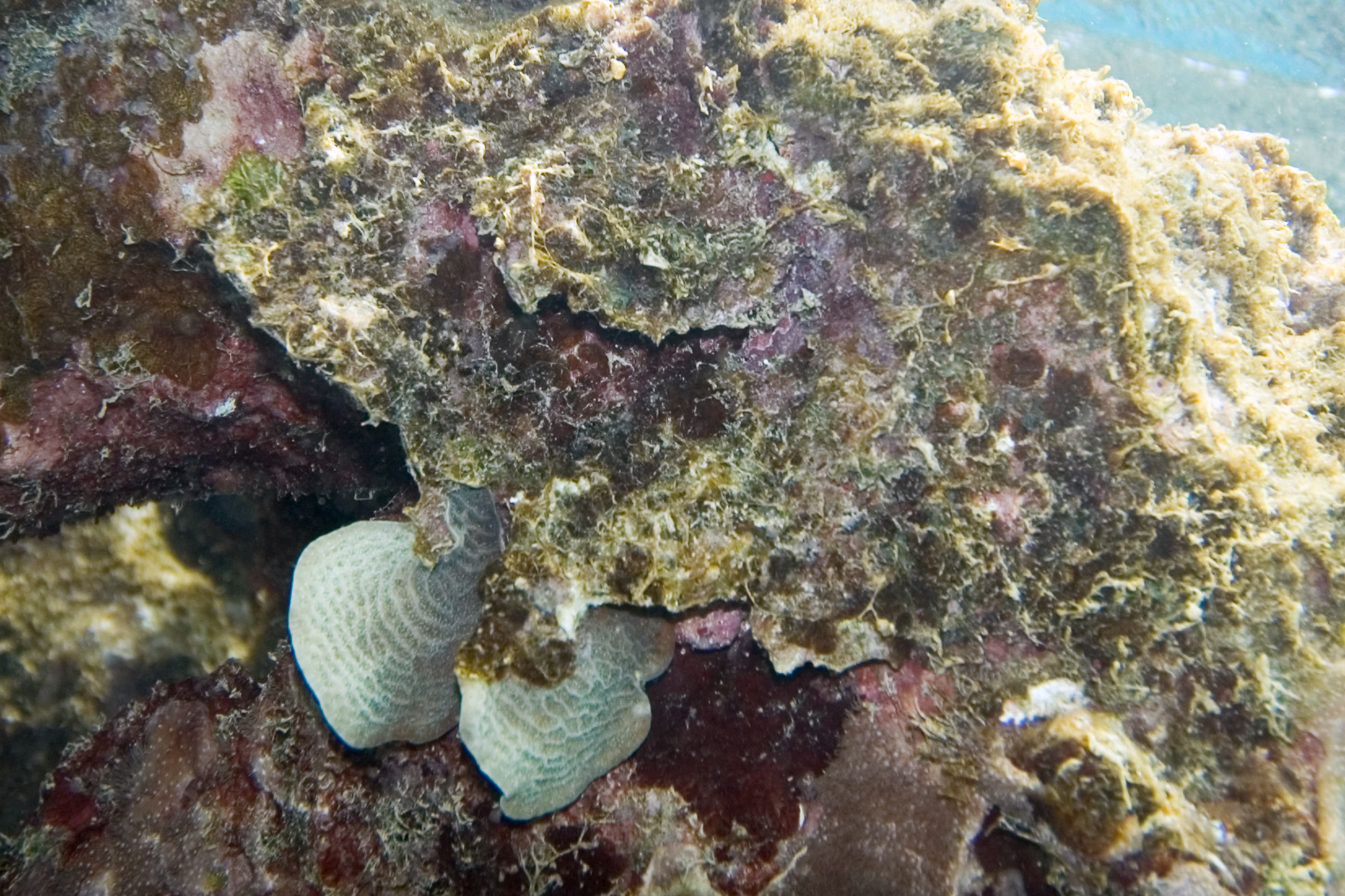
Pequeña colonia de A. agaricites

El coral Agaricia agaricites pertenece a la familia Agariciidae, enmarcada en el grupo de los corales duros, orden Scleractinia. 
Su esqueleto es macizo y está compuesto de carbonato cálcico. Tras la muerte del coral, su esqueleto contribuye a la generación de nuevos arrecifes en la naturaleza, debido a que la acción del CO2 convierte muy lentamente su esqueleto en bicarbonato cálcico, sustancia esta asimilable directamente por las colonias coralinas. 

## Morfología
Las colonias de esta especie están formadas por una mezcla de capas incrustantes, hojas gruesas u otras proyecciones irregulares y láminas planas con cálices usualmente encontrados en ambos lados. Comienzan su crecimiento como una lámina incrustante, sin embargo las hojas y proyecciones verticales son visibles desde etapas tempranas de desarrollo. El borde de las crestas es puntiagudo.
Colonias masivas, costrosas o en forma de láminas, formando estructuras modeladas por las condiciones ambientales de luz y corrientes.  A mayor profundidad de su ubicación, desarrolla formas más discoidales, con el objeto de captar más luz para sus algas simbiontes. 
Los pólipos que se sitúan más cerca del borde de la colonia desarrollan unos tentáculos especiales sensiblemente más largos que los demás, y es posible que los usen contra otros corales compitiendo por lograr espacio sobre el sustrato.
De color carmelita oscuro, amarillento, azulado, verde, gris o rojo. Generalmente alcanzan los 40 cm de diámetro.

## Hábitat
Su distribución geográfica comprende el Caribe, Golfo de México, Florida, Bahamas y la costa occidental tropical del océano Atlántico. 
Es abundante, siendo en algunas zonas el coral predominante. Habita todas las partes del arrecife: laderas, canales, mesetas, lagunas, lechos de algas, hasta los 75 m de profundidad. 

## Alimentación
Los pólipos contienen algas simbióticas; mutualistas, ambos organismos se benefician de la relación, llamadas zooxantelas. Las algas realizan la fotosíntesis produciendo oxígeno y azúcares, que son aprovechados por los pólipos, y se alimentan de los catabolitos del coral, especialmente fósforo y nitrógeno. Esto les proporciona del 70 al 95% de sus necesidades alimenticias. El resto lo obtienen atrapando plancton.

## Reproducción
Las colonias producen esperma y huevos que se fertilizan en el agua, aunque en algunas zonas ecuatoriales incuban las larvas internamente.
Las larvas deambulan por la columna de agua hasta que se posan y fijan en el lecho marino, una vez allí se convierten en pólipos y comienzan a secretar carbonato cálcico para construir su esqueleto. 
Asimismo, se reproducen asexualmente por gemación, dando origen a otros ejemplares.

## Mantenimiento
La iluminación dependerá de la profundidad a la que se haya recolectado el ejemplar, debiendo proceder a incrementarla progresivamente, en el caso de desconocer el dato. La corriente de moderada a fuerte. 
Algunos estudios consideran importante mantener niveles adecuados de estroncio, 10 ppm, y yodo en nuestro acuario, además del resto de parámetros obligados del acuario marino: salinidad, nitratos, fosfatos, calcio, magnesio y oligoelementos.